# Maskat (Gouvernement)
Das Gouvernement Maskat (arabisch محافظة مسقط, DMG Muḥāfaẓat Masqaṭ) ist ein Gouvernement im Nordosten des Sultanats Oman. Die Hauptstadt des Gouvernements ist Maskat.
Seit 2011 ist das Sultanat in elf Gouvernements – administrative Bereiche – unterteilt. Eines davon ist das Gouvernement Maskat, welches wiederum seit 2006 aus sechs Wilayat besteht. Seine Hauptstadt ist Maskat.
- Maskat
- Sib
- Matrah
- Bawschar
- Quriat
- al-Amarat

## Geographische Lage
| Golf von Oman      | Golf von Oman                               | Golf von Oman           |
| Dschanub al-Batina | Kompassrose, die auf Nachbargemeinden zeigt | Indischer Ozean         |
| ad-Dachiliyya      | Schamal asch-Scharqiyya                     | Schamal asch-Scharqiyya |